# The Smashing Pumpkins
The Smashing Pumpkins (ili katkad samo Smashing Pumpkins) su američki alternativni rock sastav osnovan 1988. godine u Chicagu, Ilinois. Iako je postava sastava doživjela nekoliko promjena, kroz najveći dio karijere postavu su činili: Billy Corgan, (vokali/gitara), James Iha, (gitara/prateći vokali), D'arcy Wretzky, (bas-gitara/prateći vokali) i Jimmy Chamberlin, (bubnjevi/udaraljke).
Pored punk rocka korijena koje dijele s velikim brojem alt-rock sastava, sastav posjeduje i raznovrsne elemente glazbenih stilova kao što su gothic rock, heavy metal, dream pop, psihodelični rock, arena rock, i na kasnijim snimcima, elektronički zvuk. Billy Corgan je frontman i glavni tekstopisac čiji su tekstovi oblikovali albume i pjesme sastava, koje su opisane kao „mučni, izubijani izvještaji iz Corganove zemlje košmara“.
The Smashing Pumpkins dospjeli su u glazbeni mainstream sa svojim drugim albumom, Siamese Dream (1993). Grupa je naklonost publike stekla svojom dugom turnejom i sljedećim, duplim albumom Mellon Collie and the Infinite Sadness (1995.), koji je debitirao na prvom mjestu liste Billboard- magazina, s približno 18,25 milijuna albuma prodanih samo u Sjedinjenim Državama.

## Diskografija
Studijski albumi
- Gish (1991.)
- Siamese Dream (1993.)
- Mellon Collie and the Infinite Sadness (1995.)
- Adore (1998.)
- Machina/The Machines of God (2000.)
- Machina II/The Friends & Enemies of Modern Music (2000.)
- Zeitgeist (2007.)
- Teargarden by Kaleidyscope (2009. – 2014.)
  - Oceania (2012.)
  - Monuments to an Elegy (2014.)
- Shiny and Oh So Bright, Vol. 1 / LP: No Past. No Future. No Sun. (2018.)
- Cyr (2020.)
- Atum: A Rock Opera in Three Acts (2023.)
- Aghori Mhori Mei (2024.)

## Vanjske poveznice
- Službene stranice

- Službena MySpace stranica